# Пауль Деметріус Коцебу
Граф Па́уль Деметріус Коцебу́ (нім. Paul Demetrius Kotzebue), зросійщене — Павло Євстафійович Коцебу (рос. Павел Евстафьевич Коцебу; нар. 10 серпня 1801, Берлін, Священна Римська імперія — пом. 20 квітня 1884, Реваль, Російська імперія) — військовий та державний діяч Російської імперії німецького походження. Новоросійський і Бесарабський генерал-губернатор і командувач військами Одеського військового округу. Член Державної Ради Російської імперії, генерал від інфантерії та генерал-ад'ютант.
Учасник Кримської та Російсько-турецької 1828—1829 років воєн.

## Життєпис
Належав до бранденбурзького шляхетського роду. Пауль Деметріус Коцебу народився 10 серпня 1801 року у сім'ї відомого німецького романіста Августа фон Коцебу у Берліні. Його матір'ю була Фредеріка фон Ессен. Брат мореплавця Отто фон Коцебу. У дитинстві Пауль переїхав до Санкт-Петербурга, де навчався у гімназії.
У 1819 році вступив на службу колоновожатим (офіцером на чолі військової колони) у імператорського почту квартирмейстерської частини. 1820 року після закінчення московського училища колоновожатих підпищено у прапорщики.
У вересні 1821 року Коцебу було відряджено на Кавказ у розпорядження А.А. П. Єрмолова, і за відмінність у боях з горцями отримав чин поручика та ордена Свя.Анни 4-го та 2-го ступенів. У 1826-1828 роках брав участь у війні з Персією і був нагороджений орденами Св.Володимира 4-го ступеню з бантом та Св.Анни 2-го ступеню з мечами.
Невдовзі долучився до війни з Осмнаської імперії, де за звитягу при захопленні Силістрії 1830 року отримав звання капітана та орден Св.Георгія 4-го ступеню. 1831 року брав участь у придушенні польського повстання, за що нагороджено золотою зброєю з написом «За хоробрість» та чин полковника.
1837 року призначено начальником штабу окремого Кавказького корпусу. 3 квітня 1838  року стає генерал-майором. 19 січня 1843 року зараховано до імператорського почту. 23 березня 1847 року підвищено до б генерал-лейтенанта, а 2 жовтня того ж року стає генерал-ад'ютантом за звитягу при штурмі аула Салти.
З початком Кримської війни його було призначено начальником штабу Дунайської армії. 11 березня 1854 року при переправі у Браїлова через Дунай командував десантним загоном і успішно зайняв ворожі укріплення; у квітні за облогу Силистрії він отримав золоту шпагу з написом «За хоробрість», прикрашену діамантами.
23 лютого 1855 року Коцебу було призначено начальником штабу Південної армії та всіх сухопутних й морських сил, розташованих у Криму. Під час облоги Севастополя він неодноразово особисто керував вилазками і за мужність і хоробрість його було нагороджено 13 вересня 1855 року орденом Св.Георгія 3-ого ступеню. З 1855 до 1859 року послідовно обіймав посади командира 5-го армійського корпусу та начальника штабу 1-ї армії. У цей час він був призначений шефом 60-го піхотного Замосцького полку. 8 вересня 1859 року стає генералом від інфантерії.

### Новоросійський генерал-губернатор
12 грудня 1862 року обійняв посаду Новоросійського та Бессарабського генерал-губернатора, а також командувачем військами Одеського військового округу. 25 жовтня 1863 року призначено членом Державної ради з залишенням на посадах генерал-губернатора та командувача військ. 
Завдяки наполегливості Коцебу було відкрито 9 міських громадських банків, і у тому числі – перший Росії земський банк у Херсоні, розширювалася мережу залізниць, які зв'язали Одесу, Миколаїв, Кишинів з центральними імперськими губерніями сприяв подальшому розвитку Одеського порту, розбудові Бердянського і Маріупольського портів. Також підтримував Російське товариство пароплавства і торгівлі, як ключову організацію для розвитку судноплавства в регіоні.
З 1864 року генерал-губернатор брав активну участь у розробці та проведенні міської та судової реформ. При цьому активно втручався у суперечки між земствами і цивільними губернаторами. 
Був невисокої думки про здібності кримських татар, тому замість них пропонував заселити Крим російськими селянами. До того ж на той час значна частина татар виїхала з Криму до Османської імперії. Втім цей план не знайшов підтримки у міністра внутрішніх справ П.Валуєва. Зрештою 1865 року вимушен був погодитися на повернення кримських татар з околиць Варни, що були невдоволені підтримкою Османською імперією. 1866 року підтримав переселення до Криму розкольників та старообрядців. 1869 року надав дозвіл на переселення до півострову менонітів з Пруссії. 
Також з підозрою ставився до поляків та молдован. Тому вже 1863 року домігся виселення усіх поляків до внутрішніх губерній імперії. Потім було замінено ксьондзів в іноземних колоніях на німців-протестантів. Але пропозиція урівняти жидів з росіянами у праві мешкання та торгівлі була відхилена імператором. Займався проблемами болгарськими колоністами, караїмами, кримськими татарами, що бажали зберегти свої пільги щодо військової повинності. Намагався розв'язати проблеми, викликані переселенням Азовського козацького війська на Кубань та Північний Кавказ. 
Зусиллями генерал-губернатора в Одесі було організовано спеціалізовану очну лікарню на базі міської лікарні, на честь Коцебу отримала назву Павлівська. Також Коцебу запланував звести міст в Одесі, що з'єднав би дві частини Поліцейської вулиці, розділені Карантинною балкою. Його було відкрито лише 22 серпня 1892 року й названо на честь Коцебу.
1866 року на честь Коцебу було названо двопалубний товарно-пасажирський колісний пароплав «Генерал Коцебу», побудований на замовлення Російського товариства пароплавства та торгівлі на верфі «C. Mitchell & С°» в Ньюкасл-апон-Тайні. 28 жовтня 1866 року він був нагороджений орденом Св. Андрія Первозванного. 12 березня 1870 року, в день п'ятдесятиріччя служіння його в офіцерських чинах, отримав діамантові знаки до ордена Св.Андрія Первозванного.

### Варшавський генерал-губернатор
З 11 січня 1874 року по 18 травня 1880 року він був Варшавським генерал-губернатором та командувачем військ Варшавського військового округу. 29 червня 1874 року наданий графським титулом. 1875 року сприяв обранню президентом Варшави Сократа Станкевича, що був головою канцелярії під час керування Коцебу Новросійським генерал-губернаторством. Цим Коцебу посилив свій вплив у Варшаві.
Відродив політику І.Ф.Паскевича щодо польських губерній. Застосовував адміністративно-поліцейські методи управління та репресії щодо заможних і аристократичних польсьикх станів та представників католицького духовенства. Проводив політику русифікації початкової освіти в генерал-губернаторстві. 
Вживалися заходи щодо обмеження уніатського населення від впливу католицької церкви, паралельно Коцебу усіляко сприяв переходу уніатів до православної церкви. До 1878 року унійну церкву було знищено, 20 тис. уніатів, що не бажали навертатися до православ'я долучилися до католицької церкви.
За релігійні провини винні особи підлягали арештам. Підставами для висилки таких осіб стали: ухилення від виконання обрядів православної церкви, підбурювання до цього та інші ворожі православ'ю дії. Разом з тим починають виявлятися спалахи протестного руху в робочому середовищі, які в цілому ще вдавалося пригнічувати. Проте у зв'язку із зростанням антиурядової діяльності, а також заворушеннями в польських губерніях 1876 року було прийнято рішення збільшити владу варшавського генерал-губернатора, який тепер мав право втручатися у компетенцію судів. У серпні 1880 року Олександр II надав йому свій портрет, обсипаний діамантами.
У жовтні 1881 року, з початком періоду контрреформ, Коцебу за високим наказом був обраний головою особливої комісії, утвореної для перегляду всієї «мілютинської» системи військового управління. Комісія не побачила в ній жодних істотних дефектів і запропонувала лише деякі зміни, що стосувалися переважно системи військової освіти, які були здійснені.
Помер 20 квітня 1884 року і місті Ревелі.

## Родина
З 17 вересня 1837 був одружений на графині Вільгельміні Елізі Мантойфель (1818-1902), доньці графа Петера Августа фон Мантойфеля. У шлюбі народилися:
- Луїза Крістіна (1838-1870), у першому шлюбі (з 1854) одружена з Едуардом фон Ренне, розлучившись з ним, стала дружиною (з 1867) графа Луї Фестетіц фон Тольна.
- Ольга Ганна Пауліна (1842-1931), одружена з бароном Костянтином фон Розеном.
- Марія Агнесса (1844-1872), одружена (з 1864) за Павлом фон Багговутом
- Олександра Матильда (1849-1943), фрейліна двору, одружена (з 1871) за бароном Федором Карловичем Пілар фон Пільхау